# دیدریک فان ویل
دیدریک فان ویل (انگلیسی: Diederik van Weel؛ زادهٔ ۲۸ سپتامبر ۱۹۷۳) بازیکن هاکی روی چمن اهل هلند بود.